# Jean-Baptiste Mathey

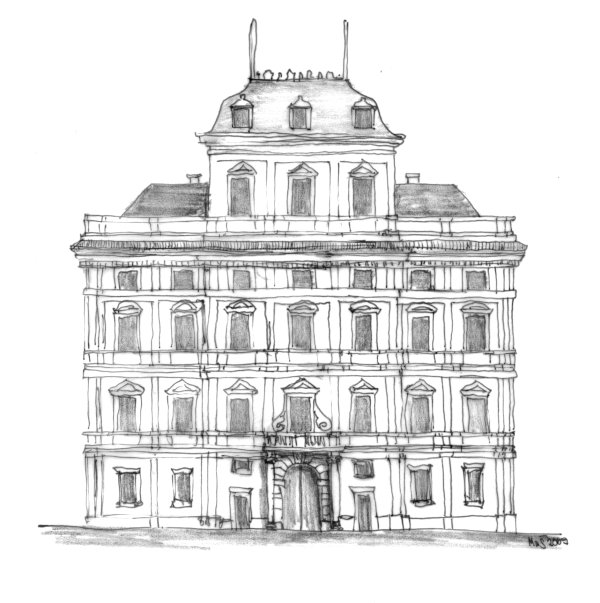
Az érseki palota Mathey-féle változatának rekonstrukviója

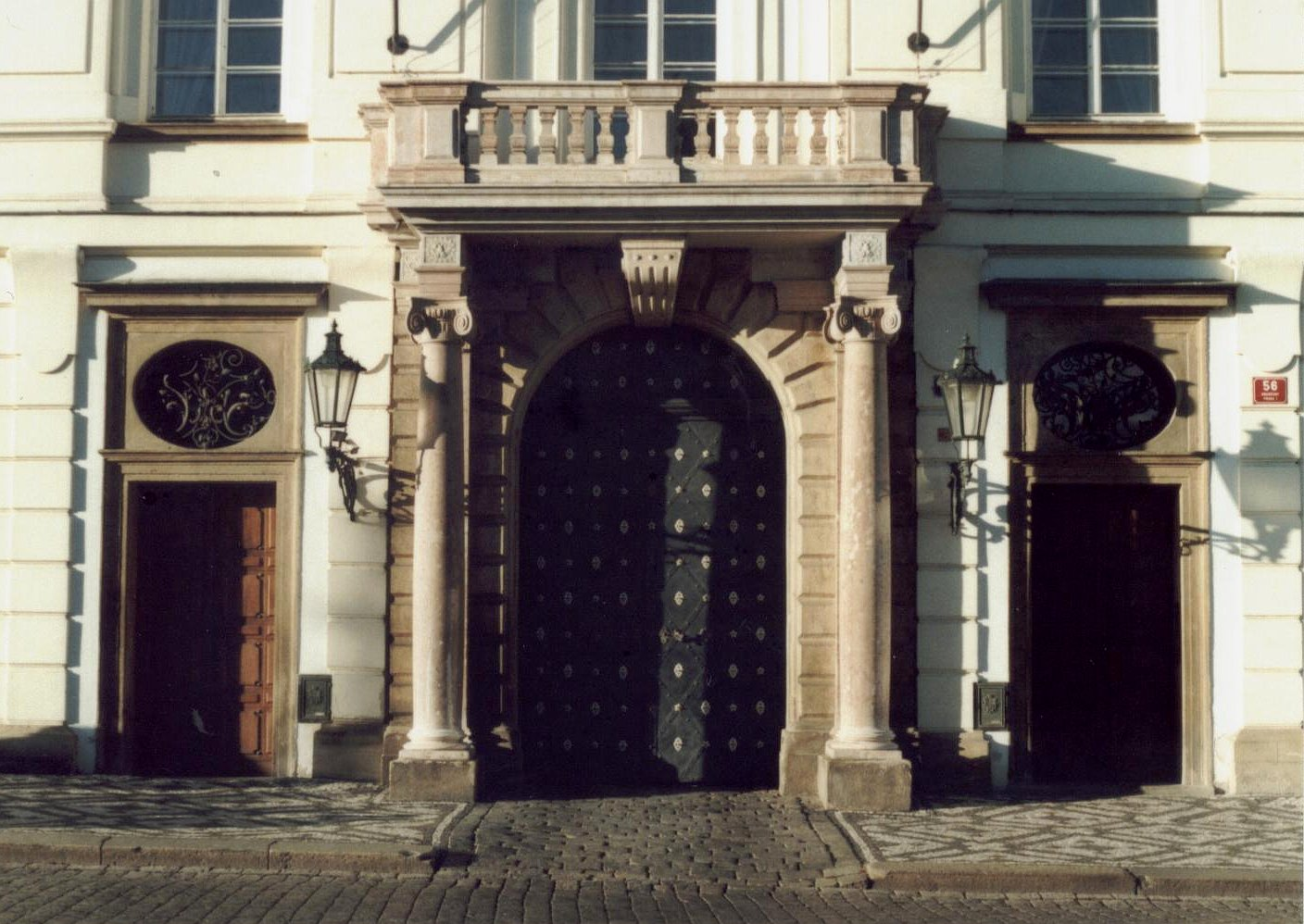
Az érseki palota márvány kapuja

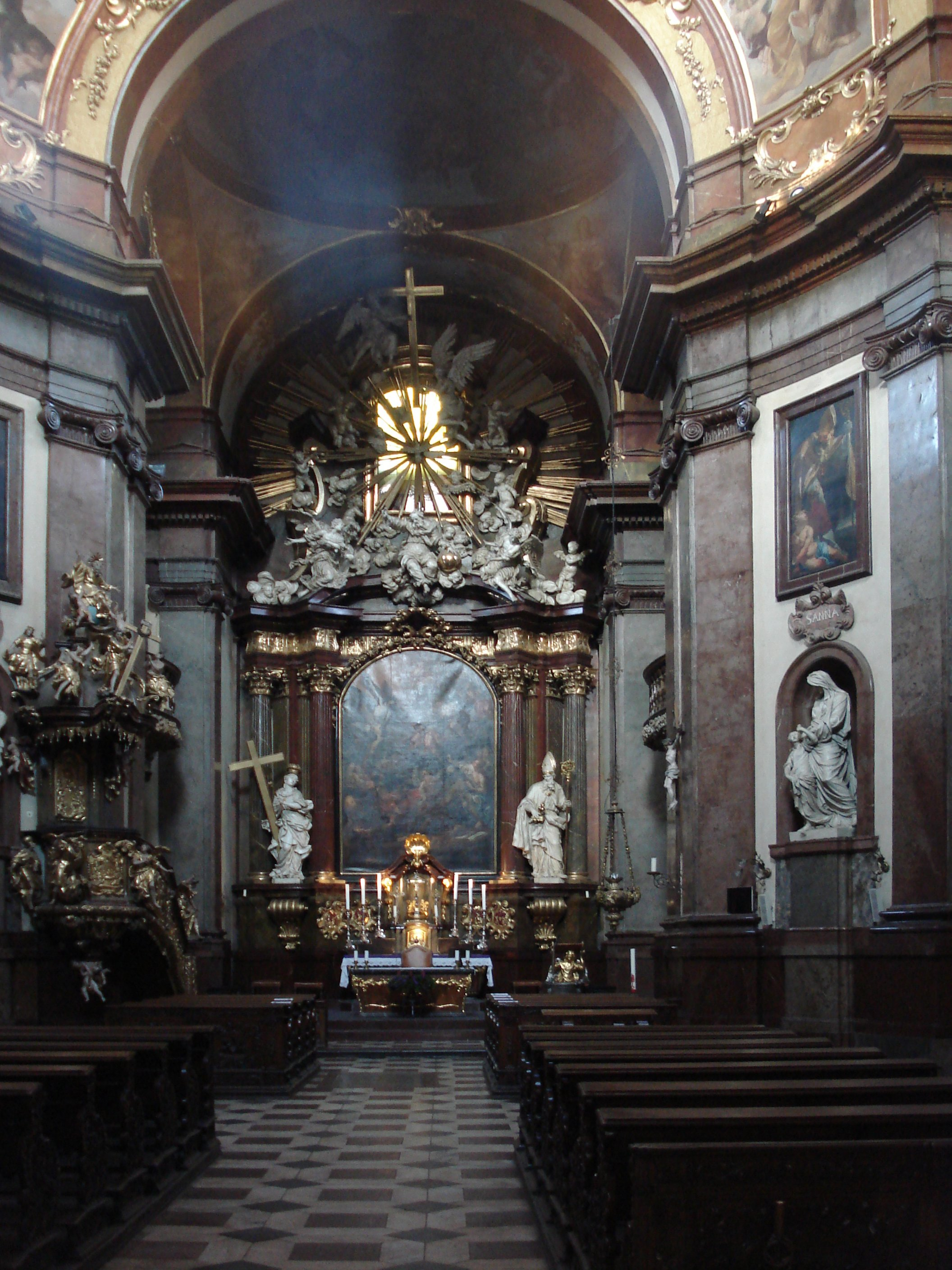
A Szent Ferenc-templom oltára

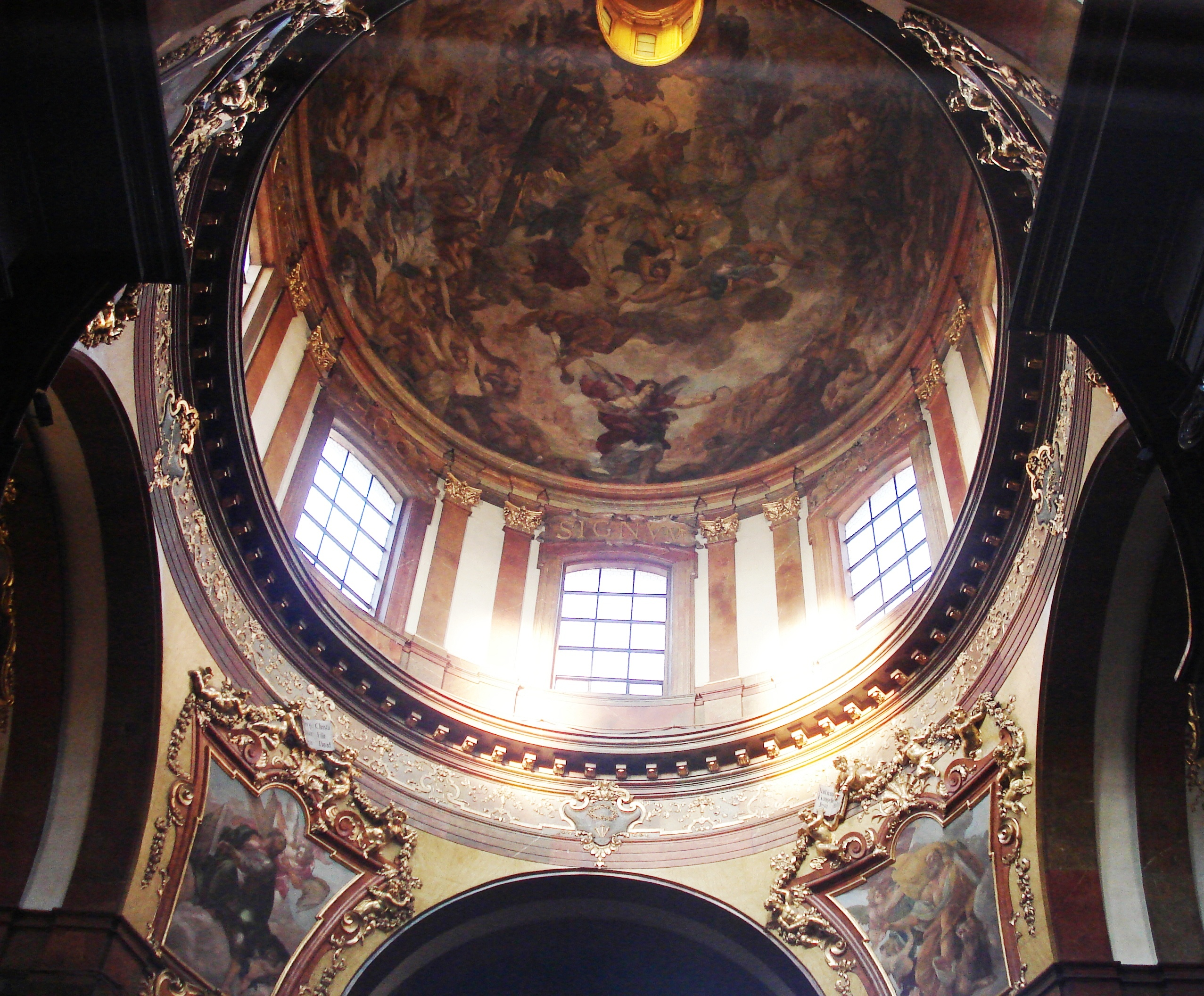
A Szent Ferenc-templom kupolája

Jean-Baptiste Mathey (Jean-Baptiste Mathieu, Mathäus Burgundus, Jean Baptiste Mathey; 1630 körül Dijon – 1695. vagy 1696. december 16. Párizs) francia építész, festő és építőmester, aki főleg Prágában alkotott. Vezetéknevének további változatai: Matheus, Matthei.

## Élete
1675 és 1694 között Prágában dolgozott, méghozzá kizárólag tervezőként, mert nem vették fel az építész céhbe.
Dolgozott:
- a prágai érseknek,
- egyházi rendeknek:
  - a premontreieknek és
  - a Vörös Csillagkeresztes Lovagoknak,
- nemes családoknak:
  - Sternberg család,
  - Schlick család,
  - Wallenstein család és
- a királynak (a prágai várban és körülötte).[2]

1694-ben, miután szerződtette Giovanni Pietro Pallarit a Lovarda stukkódíszeinek elkészítésére (400 guldenért), Münchenen át Párizsba indult. Erről az útjáról már nem tért haza Prágába, mert a francia fővárosban elhunyt.

## Munkássága
Akadémikus, egyszerű vonalú terveinek modelljei gyakran régebbi, román stílusú épületek voltak. A cseh építészetet újfajta világi és egyházi épületekkel, új építészeti elemekkel gazdagította.

### Fontosabb épülettervei
- A Keresztesek terén álló Szent Ferenc-templomot (eredeti nevén Kreuzherrenkirche, azaz keresztesek temploma),[4] amely a Vörös Csillagkeresztes Lovagok rendjének főtemploma volt, 1679–1689 között építette föl Giovanni Domenico Canevalle.[1]
- 1694-ben az ő tervei alapján építette meg a Királyi kertekben Giacomo Antonio Canevalle az úri közönség lovagoltatására a prágai vár Lovardáját, valamint a nyaralót (1689, azóta lebontották).[5]
- Johann Joseph Wirch a századfordulón az ő tervei alapján építette meg a Hradzsin téren az érseki palotát (akkor még csak püspöki palota volt).[1]
- a Hradzsinban a Toszkánai palota (eredetileg Thún-palota, jelenleg Külügyminisztérium) építésze Giacomo Antonio Canevalle volt (1687–1691).[5]
- A Troja kastély Prága negyedében,(wd) (U trojského zámku 1/4) Johann Georg Heermann építette föl 1679 és 1691 között. Tervezésében Domenico Orsi működött közre.[6] Az építész Silvestro Carlone, más források[1] szerint Johann Georg Heermann volt.
- A strahovi kolostor teológiai termét ugyancsak Domenico Orsi közreműködésével tervezte. A teológiai könyvtárt Anselmo Lurago építette fel 1671–1679 között.[1] kolostor nyári refektóriumában több freskót is festett — a többieket Siard Nosecký.[7]